# Леми (Финляндия)
Леми (фин. Lemi) — община в провинции Южная Карелия, Финляндия. Общая площадь территории — 262,48 км², из которых 44,71 км² — вода.

## История
До 2009 года была в составе губернии Южная Финляндия.

## Демография
На 31 января 2011 года в общине Леми проживают 3060 человек: 1628 мужчин и 1432 женщины.
Финский язык является родным для 98,34 % жителей, шведский — для 0,13 %. Прочие языки являются родными для 1,53 % жителей общины.
Возрастной состав населения:
- до 14 лет — 17,58 %
- от 15 до 64 лет — 62,58 %
- от 65 лет — 19,97 %

Изменение численности населения по годам:
| Год  | Численность |
| ---- | ----------- |
| 1980 | 2851        |
| 1990 | 3141        |
| 2000 | 3137        |
| 2010 | 3064        |
| 2011 | 3060        |